# Bahnhof Marunouchi (Kiyosu)
Der Bahnhof Marunouchi (jap. 丸ノ内駅, Marunouchi-eki) ist ein Bahnhof auf der japanischen Insel Honshū. Er wird von der Bahngesellschaft Meitetsu (Nagoya Tetsudō) betrieben und befindet sich in der Präfektur Aichi auf dem Gebiet der Stadt Kiyosu nordwestlich von Nagoya.

## Verbindungen
Marunouchiist ein Zwischenbahnhof und ehemaliger Trennungsbahnhof an der Meitetsu Nagoya-Hauptlinie, der wichtigsten Bahnstrecke der Gesellschaft Meitetsu, die von Toyohashi über Nagoya nach Gifu führt. Es verkehren Nahverkehrszüge mit Halt an allen Zwischenbahnhöfen. Sie verbinden viermal stündlich den Bahnhof Meitetsu Gifu mit Kasamatsu, Ichinomiya und Sukaguchi. Um weiter nach Nagoya zu gelangen, muss in Sukaguchi in der Regel umgestiegen werden (außer am frühen Morgen). Buslinien halten hier keine.

## Anlage
Der Bahnhof steht rund einen Kilometer südlich des Stadtzentrums mit den Ruinen der Burg Kiyosu, die Umgebung ist von weitläufigen Wohnvierteln geprägt. Die ebenerdige Anlage ist von Norden nach Süden ausgerichtet und umfasst zwei Gleise, die beide dem Personenverkehr dienen. Sie liegen an zwei Seitenbahnsteig, die beide nicht überdacht sind. Es gibt kein eigentliches Empfangsgebäude, sondern am nördlichen Ende beider Bahnsteige je einen kleinen Pavillonbau, in dem Fahrkartenautomat und Bahnsteigsperren untergebracht sind. Um auf die jeweils andere Seite zu gelangen, muss ein mit Schranken gesicherter Bahnübergang passiert werden.

## Bilder

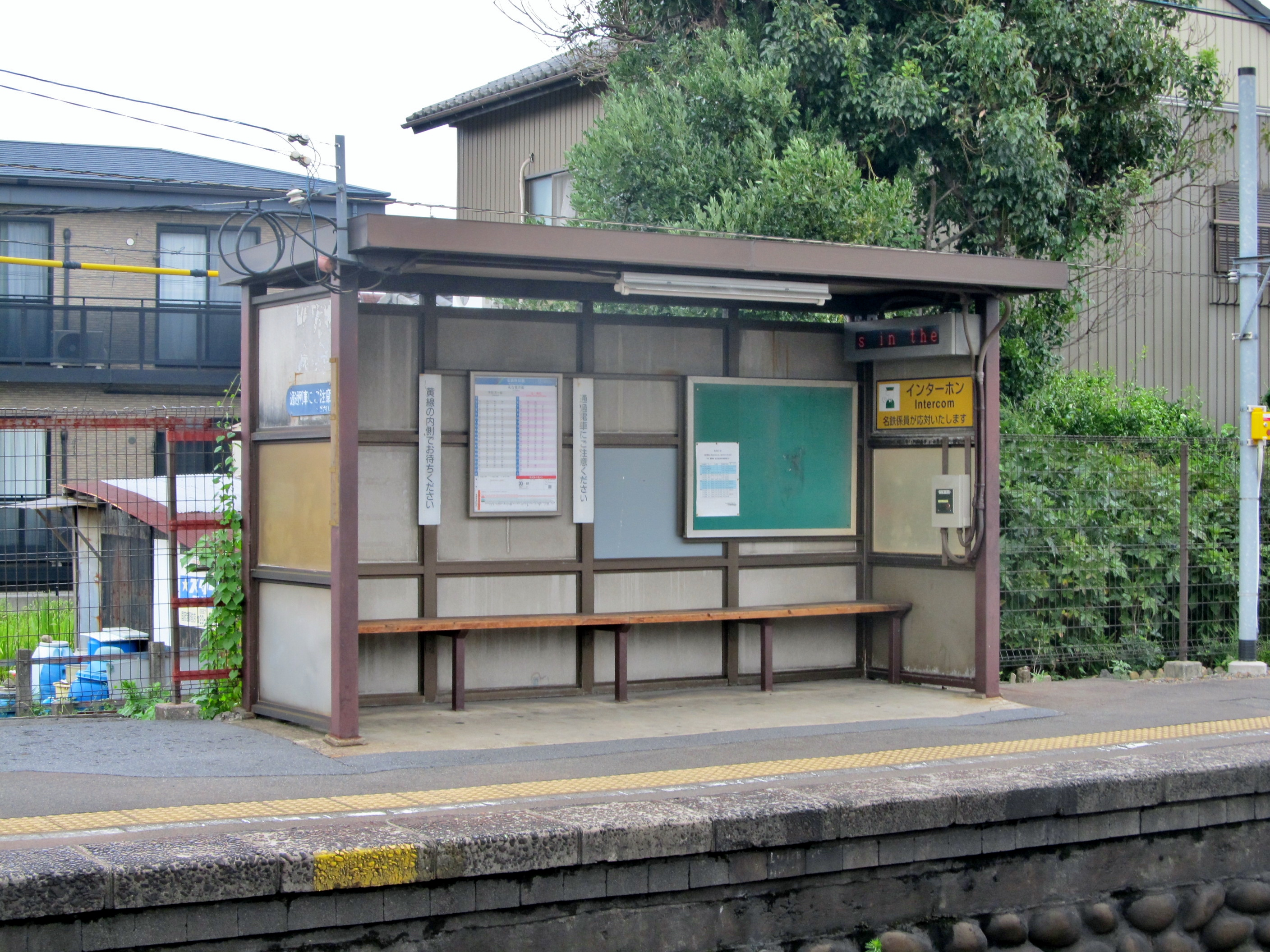
Wartehäuschen an der Ostseite
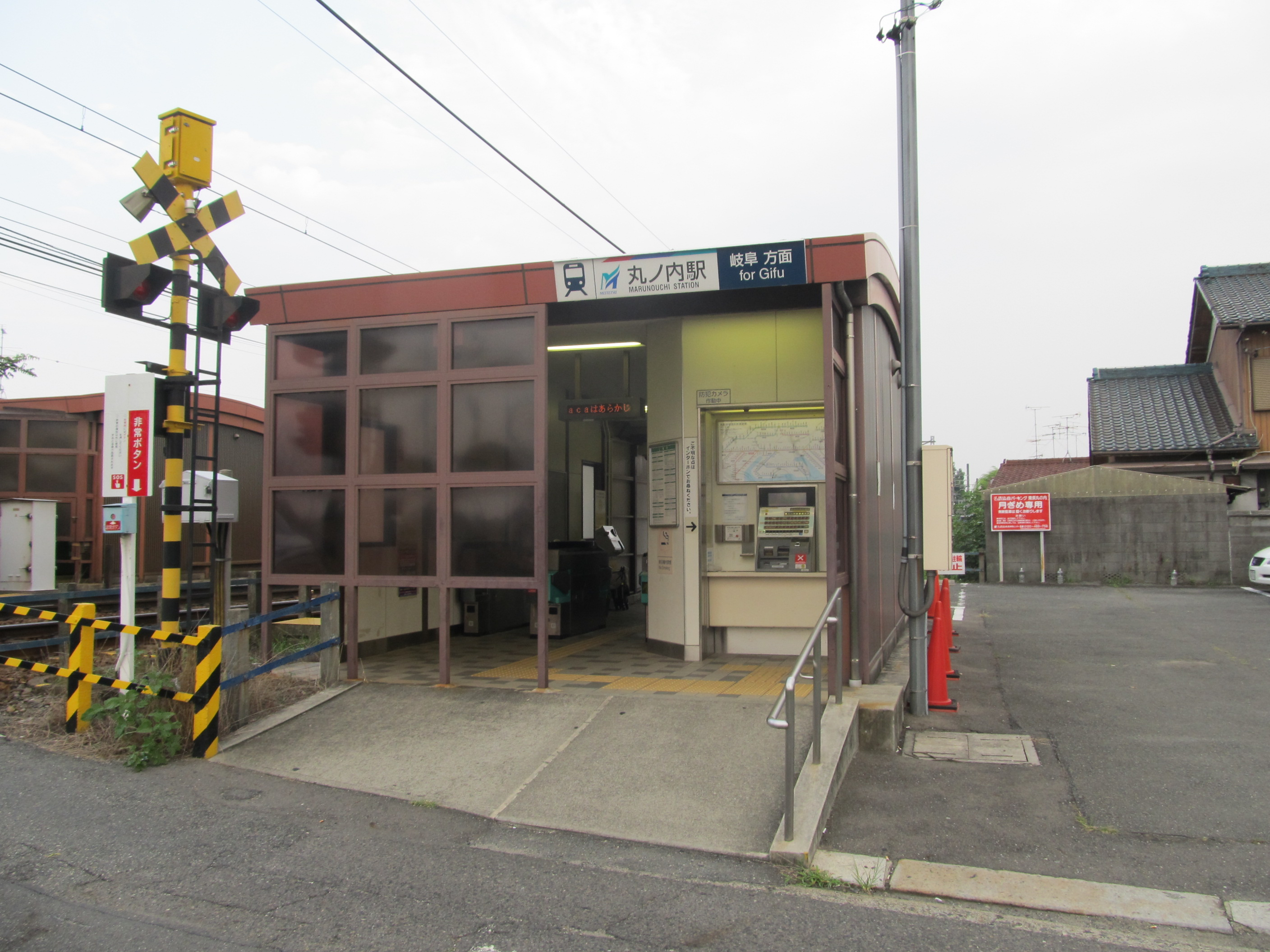
Östlicher Eingangspavillon
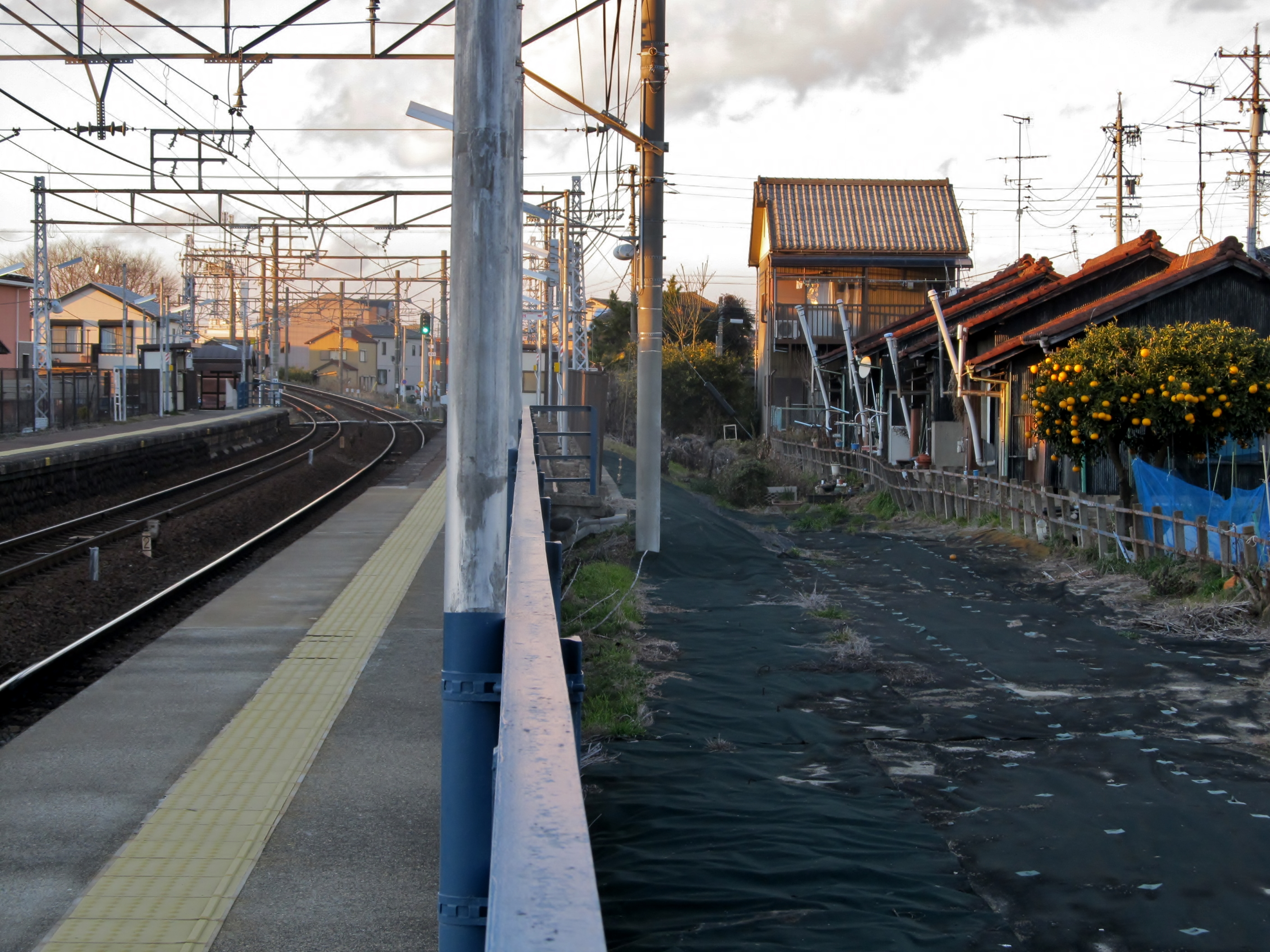
Ansicht in Richtung Nagoya
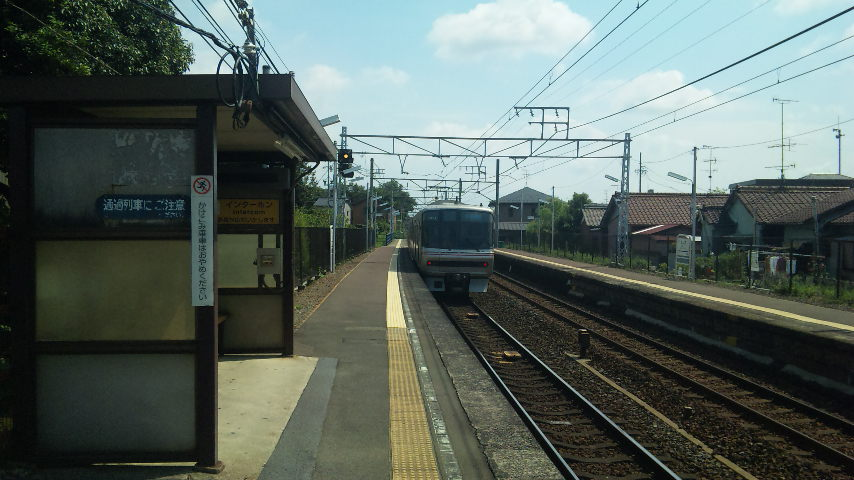
Bahnsteig

## Geschichte
Die Bahngesellschaft Nagoya Denki Tetsudō eröffnete den Bahnhof am 22. September 1914. Er lag an der Kiyosu-Linie, die am selben Tag in Betrieb ging und Sukaguchi mit Marunouchi und Kiyosuchō führte. 1921 ging die Strecke an die Nagoya Tetsudō über. Diese strebte danach, das um Nagoya gelegene Vorortnetz weiter in Richtung Gifu auszudehnen und daraus die heutige Meitetsu Nagoya-Hauptlinie zu entwickeln. Ein erster Schritt dazu war die Inbetriebnahme des Teilstücks zwischen Marunouchi und Shin-Kiyosu am 10. April 1928. Dies bedeutete, dass der ältere Abschnitt nach Kiyousuchō zu einer Zweigstrecke herabgestuft wurde und von nun an in Marunouchi umgestiegen werden musste. An die Stelle der Nagoya Tetsudō trat 1930 die Meigi Tetsudō, die ihrerseits 1935 in der Meitetsu aufging. Am 10. Juni 1944 wurde der Betrieb auf der Strecke Marunouchi–Kiyosuchō eingestellt. Marunouchi ist seither ein gewöhnlicher Zwischenbahnhof, der seit dem 1. Oktober 1971 nicht mehr mit Personal besetzt ist.

## Linien
| Verlauf der Meitetsu Nagoya-Hauptlinie |
| --- |
| Toyohashi • Ina • Odabuchi • Kō • Goyu • Meiden Akasaka • Meiden Nagasawa • Motojuku • Meiden Yamanaka • Fujikawa • Miai • Otogawa • Higashi-Okazaki • Okazakikōen-mae • Yahagibashi • Utō • Shin-Anjō • Ushida • Chiryū • Hitotsugi • Fujimatsu • Toyoake • Zengo • Chūkyō-keibajō-mae • Arimatsu • Sakyōyama • Narumi • Moto Hoshizaki • Moto Kasadera • Sakura • Yobitsugi • Horita • Jingū-mae • Kanayama • Sannō • Meitetsu Nagoya • Sakō • Higashi-Biwajima • Nishi-Biwajima • Futatsu-iri • Shinkawa-bashi • Sukaguchi • Marunouchi • Shin-Kiyosu • Ōsato • Okuda • • Kōnomiya • Shima-ujinaga • Myōkōji • Meitetsu Ichinomiya • Imaise • Iwato • Shin-Kisogawa • Kuroda • Kisogawa-zutsumi • Kasamatsu • Ginan • Chajo • Kanō • Meitetsu Gifu |